# IC 3182
IC 3182 — галактика типу *3 (потрійна зірка) у сузір'ї Діва.
Цей об'єкт міститься в оригінальній редакції індексного каталогу.